# Jan Herchenröder
Jan Herchenröder (* 5. April 1911 in Langen (Hessen); † 13. August 1986 in Lübeck) war ein deutscher Feuilletonist und Schriftsteller. Er veröffentlichte auch unter den Pseudonymen Christian G. Langen und Till H. Werner.

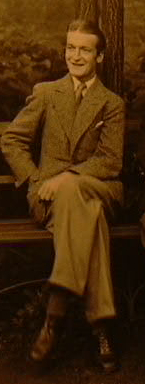
Jan Herchenröder Anfang der 1930er Jahre

## Werdegang
Jan Christian Herchenröder wuchs in gut situierten Verhältnissen als Sohn eines Architekten und einer zu Reichtum gekommenen Krankenschwester auf. Er hatte zwei Brüder, Max Herchenröder, Kunsthistoriker und Konservator, sowie Karl Heinrich Herchenröder, Chefredakteur und Mitherausgeber des Handelsblattes.
Herchenröder absolvierte seine Schulausbildung an der Realschule Langen und in der reformpädagogischen Schulgemeinschaft Dr. Bondy in Bad Gandersheim. Noch als Abiturient schrieb er seinen ersten Artikel für die Frankfurter Zeitung, in deren Redaktion er später wechselte. Seit 1929 veröffentlichte er außerdem in der Kölnischen sowie der Vossischen Zeitung und schrieb ab 1932 Hörspiele für den Rundfunk. Im Zweiten Weltkrieg war er als Kriegsberichterstatter tätig. Nach der deutschen Kapitulation 1945 siedelte Herchenröder aus den Westzonen nach Thüringen um und arbeitete zunächst wieder bei einer Zeitung als Feuilleton-Redakteur, später als Sprecher und Redakteur beim Leipziger Rundfunk; nach einer Quelle gründete er sogar den Sender.
Herchenröder war dreimal verheiratet und hatte aus diesen Ehen drei Töchter und einen Sohn.
1946 wurde Jan Herchenröder von den sowjetischen Besatzungsbehörden inhaftiert und ohne Gerichtsverfahren und Urteil in das Speziallager Nr. 1 Mühlberg verbracht. Bei Schließung des Lagers 1948 wurde er nicht entlassen, sondern bis 1950 weiter im sowjetischen Speziallager Nr. 2 Buchenwald festgehalten. Dann wurde er den DDR-Behörden übergeben und im Zuchthaus Waldheim inhaftiert. In den Waldheimer Prozessen wurde er aufgrund seiner Mitgliedschaft in einer Propagandakompanie wegen „wesentlicher Förderung des Nationalsozialismus“ als „Kriegsverlängerer“ zu zwölf Jahren Haft verurteilt. Hans Henny Jahnn setzte sich als führendes Mitglied des bundesdeutschen PEN-Zentrums bei Johannes R. Becher für die Freilassung Jan Herchenröders ein. 1952 wurde Herchenröder, der inzwischen an einer offenen Tuberkulose litt, begnadigt.
Nach seiner Entlassung ging er mit seiner dritten Ehefrau nach Frankfurt (Main), die Tochter aus dieser Ehe holte das Paar 1956 aus der DDR nach.
In Frankfurt war er 1953–1954 als politischer Redakteur für die „Abendpost“ tätig. 1954 verfasste er Dialoge und Drehbücher für zwei Spielfilme. 1955 zog die Familie nach Timmendorfer Strand um. Von 1961 bis 1976 war er Feuilleton-Ressortleiter der Lübecker Nachrichten. Außerdem war er freier Mitarbeiter der FAZ. 1976 und 1977 stellte er am Theater Lübeck und am Volkstheater Frankfurt den Dichterfürsten Goethe dar.
Herchenröder verfasste Romane, Komödien, Satiren und Revuen sowie in seinen späteren Jahren zahlreiche Reiseführer. Für den ersten deutschen Reiseführer über Dänemark erhielt er den Königlich-Dänischen Dannebrogorden. Über Dänemark schrieb er auch 1962 in dem in der Rubrik Werke (s. u.) aufgeführten Buch Woanders lebt man anders.
Viele seiner Werke erlebten mehrere Neuauflagen. Für einige Bücher arbeitete er mit dem Zeichner Harald Bukor zusammen.
1965 war Herchenröder Mitbegründer der Thomas-Mann-Gesellschaft, für deren Jahreshefte er ab 1981 als Redakteur arbeitete. Er war Mitglied des P.E.N.-Zentrum Deutschland sowie der Confrérie de la Chaîne des Rôtisseurs. Im Deutschen Literaturarchiv Marbach befinden sich einige Dokumente von und über Herchenröder, darunter einige Briefe von und an Ernst Kreuder.

## Werke (Auswahl)
- Fahrt in die Heimat. Erzählungen, Offenbach 1943
- Die Treppe, Antikriegsstück 1946
- Michael und Barbara, Novelle, Darmstadt 1953
- Cheerio - Gin Gin. Eine kleine Schnapsologie, Offenbach 1953
- Happy Enten. Eine kleine Ehelogie, Offenbach 1954
- Rum ist in der kleinsten Hütte. Eine neue Schnapsologie, Offenbach 1955
- Mein Strandkorb hat ein Loch. Eine Art Tatsachenroman, Hameln 1957
- Jedem Junggesellen seine Flamme. Eine Rezeptur der angenehmen Möglichkeiten, Offenbach 1958
- Gefährlich sind die hellen Nächte. Roman eines schwedischen Sommers, Hameln 1959
- Ohne Auto geht's nicht mehr, Stuttgart 1961
- Woanders lebt man anders. Ohne Angabe des Herausgebers, Beiträge  (Bild und Text): Dänemark. S. 22–28, Island S. 72–75, und Norwegen S. 106, Praesentverlag Heinz Peter, Gütersloh 1962[7]
- Quer durch die Zeit, Offenbach 1972
- Pappkameraden, Theaterstück 1972
- Tag der Schnorrer, Theaterstück 1977
- Ein Mädchen läuft aus dem Ruder. Geschichten von der See. Hamburg 1978
- Lübeck-Revue, Theaterstück 1983